# 필리프 스타진스키 (축구 선수)
필리프 스타진스키(폴란드어: Filip Starzyński, 1991년 5월 27일~)는 폴란드의 축구 선수로 포지션은 공격형 미드필더이다. 현재 엑스트라클라사의 루흐 호주프 소속으로 활동하고 있으며 UEFA 유로 2016에 폴란드 대표팀의 일원으로 참가했다.